# Rio Taquara
O rio Taquara é um curso de água do estado do Rio Grande do Sul, no Brasil.